# موریس انکروم
موریس انکروم (انگلیسی: Morris Ankrum; ۲۸ اوت ۱۸۹۶ – ۲ سپتامبر ۱۹۶۴) هنرپیشه و وکیل اهل ایالات متحده آمریکا بود.
از فیلم‌ها یا برنامه‌های تلویزیونی که وی در آن نقش داشته‌است می‌توان به ترانه مرد لاغر، شجاعت لسی، ورا کروز، داستان‌های منهتن، اجتماع در فرانسه، سینتیا، لاغرخان میره خونه، سی ثانیه بر فراز توکیو، ماجرا، ژاندارک، عمر خیام، بانوی دریاچه، آپاچی، صاحب اسب دیوانه، تنسی جانسون، آرنا، برج لندن، فردا هم روز خداست و زمانی برای کشتن اشاره کرد.